# Rachel Maddow
Rachel Anne Maddow (Castro Valley, California, 1 de abril de 1973) es una locutora, presentadora  y comentarista estadounidense. Su programa de radio The Rachel Maddow Show fue transmitido por Air America Radio de 2005 a 2010. Maddow también presenta un programa de televisión con el mismo nombre, en la cadena por cable MSNBC, y trabaja como copresentadora de eventos especiales de la cadena de cable.

## Educación
Maddow hija de Elaine, administradora del programa escolar y Robert Maddow, un excapitán de la Fuerza Aérea de EE. UU.. Tiene un hermano mayor llamado David.
Después de graduarse en la High School de Castro Valley, Maddow obtuvo un título en ciencias políticas públicas en la Universidad Stanford en 1994. En su graduación le fue otorgado el prestigioso premio John Gardner Fellowship. Maddow recibió una Beca Rhodes en 1995 que luego usaría para obtener un doctorado en ciencias políticas en Lincoln College, Universidad de Oxford. Maddow fue la primera estadounidense abiertamente lesbiana en obtener una Rhodes scholarship.

## Radio
Maddow obtuvo su primer trabajo como presentadora de radio en la emisora local WRNX (100.9 FM, Holyoke, Massachusetts, EE. UU.) cuando la emisora hizo un concurso para buscar personalidades para radio en vivo. Fue contratada para copresentar The Dave in the Morning Show en la WRNX.

## Televisión
Maddow fue tertuliana habitual en el programa Tucker de MSNBC. Durante las elecciones legislativas estadounidenses de 2006, fue invitada frecuente en el Paula Zahn Now de la CNN, que fue cancelado. En enero de 2008, Maddow comenzó a trabajar como analista política para MSNBC y como tertuliana para Race for the White House con David Gregory y también tomó parte en la cobertura de las elecciones del mismo año. Maddow también colaboraba para Countdown con Keith Olbermann.
MSNBC anunció el 19 de agosto de 2008 que Maddow tomaría el horario 21 ET, el 8 de septiembre de 2008, reemplazando a Dan Abrams. Su programa se llamaría The Rachel Maddow Show. Desde su debut, el programa ha tenido mucho éxito en los índices de audiencia, ganándole en ocasiones a Countdown como el programa más popular en MSNBC. Después de su primer mes en antena, el programa de Maddow duplicó la audiencia para el horario 21 ET.
En octubre de 2008, el podcast The Rachel Maddow Show logró el número uno en la lista de los pódcast de iTunes.

## Premios
A lo largo de su vida Maddow ha recibido Premios de visibilidad para mujeres lesbianas / bi del año 2009, Premio Gracie 1994, Premio de la humanidad en ética 2010, Premios GLAAD Media Awards para periodismo televisivo excepcional 2010, Premio Maggie por sus informes continuos 2010, Premio Walter Cronkite Faith & Freedom 2012, Premio John Steinbeck, varios premios Emmy por su trabajo como locutora (2011, 2017) y en 2021 recibió un premio Grammy al mejor álbum hablado por su libro Blowout (2019).

## Vida personal
Maddow vive entre Manhattan, durante la semana laboral, y West Cummington (Massachusetts) con su pareja, la artista Susan Mikula. Se conocieron en 1999, cuando Maddow fue contratada por Mikula para realizar trabajos de jardinería en su casa.